# Eueides perimacula
Eueides perimacula är en fjärilsart som beskrevs av Eugene Boullet och Le Cerf 1910. Eueides perimacula ingår i släktet Eueides och familjen praktfjärilar. Inga underarter finns listade i Catalogue of Life.